# Au service de Sara
Pour plus de détails, voir Fiche technique et Distribution.
Au service de Sara (Serving Sara) est un film américain réalisé par Reginald Hudlin et sorti en 2002.

## Synopsis
Huissier de justice, Joe Tyler se voit charger d'une étrange affaire. Une séduisante cliente new-yorkaise, Sara Moore, souhaite divorcer de son mari Gordon, qui est également son associé dans une grande exploitation agricole texane. Selon les lois du Texas, si Gordon transmet le premier à Sara les papiers du divorce, celui-ci s'en sortira à bon compte. En revanche, si c'est Sara qui lui fait parvenir en premier les fameux papiers, celle-ci se verra attribuer à elle seule la direction de la ferme.
La jeune femme propose par ailleurs à l'huissier de lui offrir un million de dollars en échange de quoi il devra jouer le rôle de messager auprès de Gordon.
Joe voit alors une occasion en or pour quitter son employeur et abandonner son job qu'il trouve ennuyeux, mais les choses prennent une tournure inattendue et ce dernier ne tarde pas à tomber amoureux de sa charmante cliente.

## Fiche technique
- Titre : Au service de Sara
- Titre original : Serving Sara
- Réalisation : Reginald Hudlin

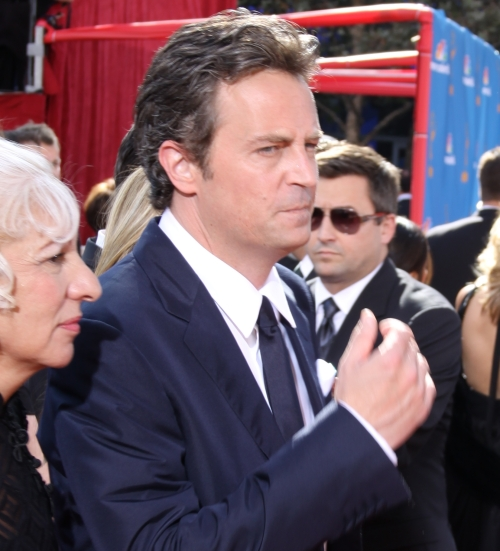
L'acteur Matthew Perry à l'avant-première du film Au service de Sara.

- Scénario : Jay Scherick et David Ronn
- Musique : Marcus Miller
- Photographie : Robert Brinkmann
- Montage : Jim Miller
- Casting : Heidi Levitt et Monika Mikkelsen
- Chef décorateur : Rusty Smith
- Producteur : Dan Halsted (en)
- Producteur associé : David Scheer
- Producteur exécutif : Dan Kolsrud
- Société de production : FTM Productions, Halsted Pictures, Illusion Entertainment, KC Medien, MP Movies Management et MPS Studios
- Pays :  États-Unis
- Genre : Comédie romantique
- Durée : 102 minutes
- Date de sortie en salles : 23 août 2002 (États-Unis), 6 février 2003 (Allemagne), 2 juillet 2003 (France) (sortie en DVD)

## Distribution
Source et légende : Version française (VF) sur RS Doublage et Version québécoise (VQ) sur Doublage Québec.
- Matthew Perry (VF : Emmanuel Curtil et VQ : Michel M. Lapointe) : Joe Tyler
- Elizabeth Hurley (VF : Juliette Degenne et VQ : Élise Bertrand) : Sara Moore
- Vincent Pastore (VF : Alain Flick et VQ : Yves Corbeil) : Tony
- Bruce Campbell (VF : Vincent Violette et VQ : Daniel Picard) : Gordon Moore
- Cedric the Entertainer (VF : Marc Bretonnière et VQ : Daniel Lesourd) : Ray Harris
- Amy Adams (VF : Valérie Siclay et VQ : Camille Cyr-Desmarais) : Kate
- Terry Crews (VF : Michel Dodane et VQ : Jean-Luc Montminy) : Vernon
- Jerry Stiller (VQ : Hubert Gagnon) : Milton the Cop
- Marshall Bell : Warren Cebron

## Réception

### Box-office
- Budget : 29 000 000 dollars[3]
- Box-office  États-Unis : 16 930 185 dollars[3]
- Box-office  Mondial : 20 146 150 dollars[3]